# Chilobrachys fimbriatus
Chilobrachys fimbriatus là một loài nhện trong họ Theraphosidae.
Loài này thuộc chi Chilobrachys. Chilobrachys fimbriatus được Mary Agard Pocock miêu tả năm 1899.
Loài này komt lokaal voor in Maharashtra và Karnataka (Ấn Độ). Hoewel de populatietrend afnemend is staat de soort op de rode lijst van de IUCN als niet bedreigd (Least Concern).